# Schöppenstedt
Schöppenstedt é uma cidade da Alemanha localizada no distrito de Wolfenbüttel, estado da Baixa Saxônia.
É membro e sede do Samtgemeinde de Schöppenstedt.